# Клайн Тауншип (округ Скайлкілл, Пенсільванія)
Клайн Тауншип (англ. Kline Township) — селище (англ. township) в США, в окрузі Скайлкілл штату Пенсільванія. Населення — 1470 осіб (2020).

## Демографія
Згідно з переписом 2010 року, у селищі мешкало 1438 осіб у 633 домогосподарствах у складі 418 родин. Було 688 помешкань
Расовий склад населення:
| - 97,9 % — білих - 0,4 % — азіатів - 0,1 % — вихідців з тихоокеанських островів - 0,1 % — корінних американців - 0,1 % — чорних або афроамериканців |

До двох чи більше рас належало 0,6 %. Частка іспаномовних становила 2,9 % від усіх жителів.
За віковим діапазоном населення розподілялося таким чином: 17,7 % — особи молодші 18 років, 58,9 % — особи у віці 18—64 років, 23,4 % — особи у віці 65 років та старші. Медіана віку мешканця становила 48,0 року. На 100 осіб жіночої статі у селищі припадало 98,6 чоловіків;  на 100 жінок у віці від 18 років та старших — 95,5 чоловіків також старших 18 років.
Середній дохід на одне домашнє господарство  становив 53 614 долари США (медіана — 47 639), а середній дохід на одну сім'ю — 67 357 доларів (медіана — 67 273). Медіана доходів становила 39 865 доларів для чоловіків та 39 211 долар для жінок. За межею бідності перебувало 8,8 % осіб, у тому числі 2,6 % дітей у віці до 18 років та 14,0 % осіб у віці 65 років та старших.
Цивільне працевлаштоване населення становило 639 осіб. Основні галузі зайнятості: освіта, охорона здоров'я та соціальна допомога — 23,5 %, виробництво — 21,3 %, роздрібна торгівля — 15,0 %.